# Atentado de Estocolmo de 2017
El 7 de abril de 2017 se produjo un atentado en Norrmalm, Estocolmo (Suecia), donde un atacante condujo un camión atropellando a varias personas a lo largo de la calle comercial Drottninggatan, cerca del centro comercial Åhléns. El atentado ocurrió a las 14:53 (CEST) y se confirmaron al menos cinco muertos (cuyas nacionalidades son 3 de Suecia, 1 del Reino Unido y 1 de Bélgica) y 15 heridos.
El atacante utilizó un camión de la cervecera sueca Spendrups, que ha confirmado que durante la mañana del día del ataque fue robado un camión que estaba realizando el reparto en los restaurantes del centro de Estocolmo.
La policía estableció un dispositivo de seguridad alrededor del lugar de los hechos y decretó la evacuación de la estación central y el cierre del sistema de metro.
Pasadas las 16:00, los medios informaron de un detenido. Las autoridades suecas creen que se trata de un acto de terrorismo.

## Perfil del atacante

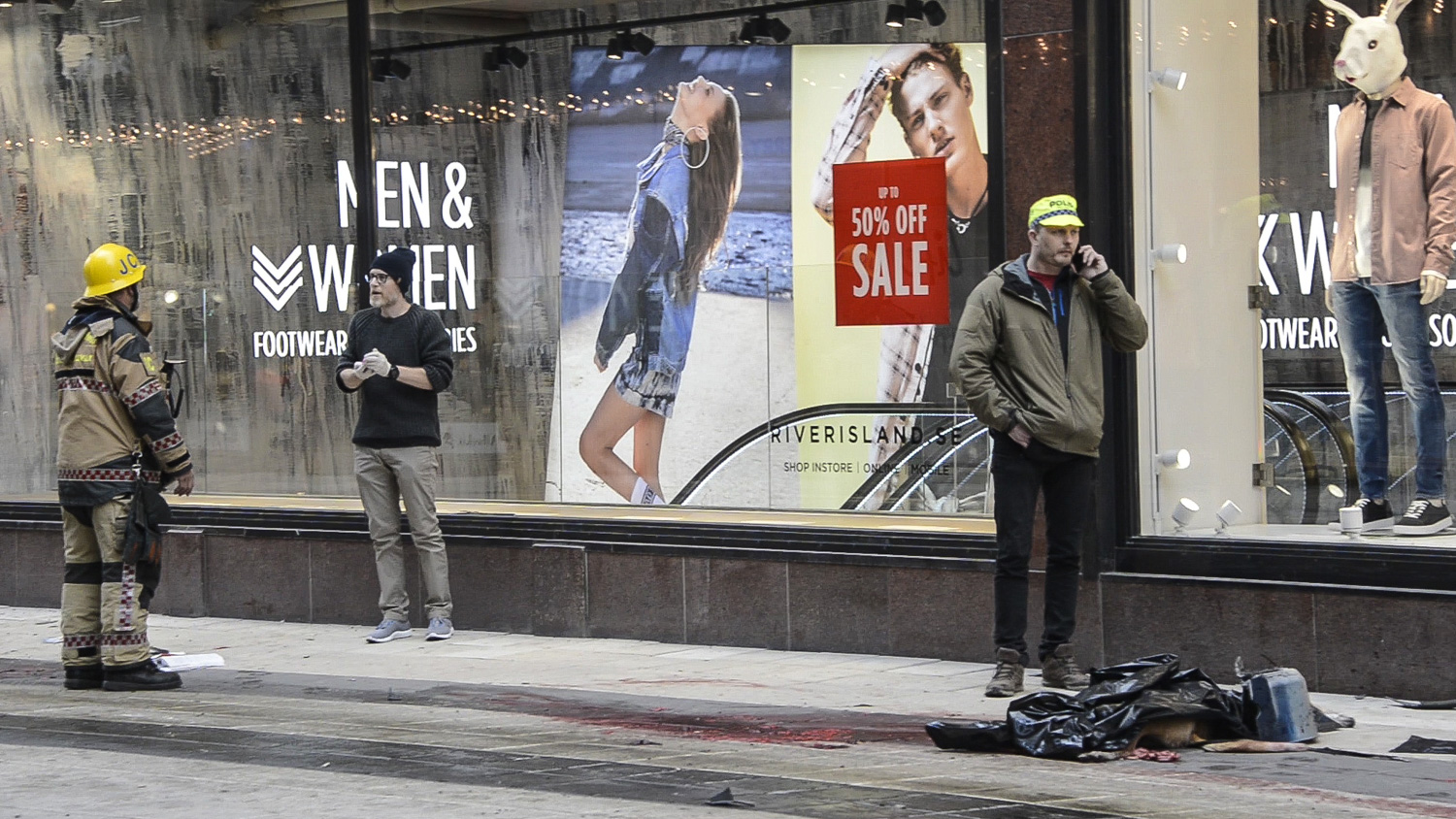
Pista ensangrentada.

Según datos de la policía, el supuesto atacante fue detenido e identificado como un ciudadano uzbeco de 39 años fichado por los servicios de seguridad y simpatizante del Estado Islámico, aunque no era religioso. Había solicitado la residencia en Suecia por la vía del asilo en 2014 y tenía una orden de deportación.
Según los medios de comunicación Expressen y Aftonbladet, el detenido es Rakhmat Akilov, un obrero y padre de familia uzbeko que pasó a la clandestinidad para evitar su expulsión. Fue detenido el viernes 7 de abril por la noche en Märsta a 40 kilómetros al norte de Estocolmo. Tras el atentado se dirigió a la gran estación de metro T-centralen próxima al lugar del atentado y escapó aprovechando el pánico de la gente.
A las 14:55 locales (UTC +2), las cámaras de videovigilancia lo filmaron en el metro. Tomó un tren exprés en dirección al aeropuerto de Arlanda y un bus entre el aeropuerto y Märsta. Fue detenido al volante de una furgoneta blanca bajo la acusación de «homicidios con carácter terrorista».

## Víctimas
| País de origen | Muertos | Ref.  |
| -------------- | ------- | ----- |
| Suecia         | 3       |       |
| Bélgica        | 1       | [ 8 ] |
| Reino Unido    | 1       | [ 9 ] |

## Reacciones al atentado

### Nacionales (Suecia)

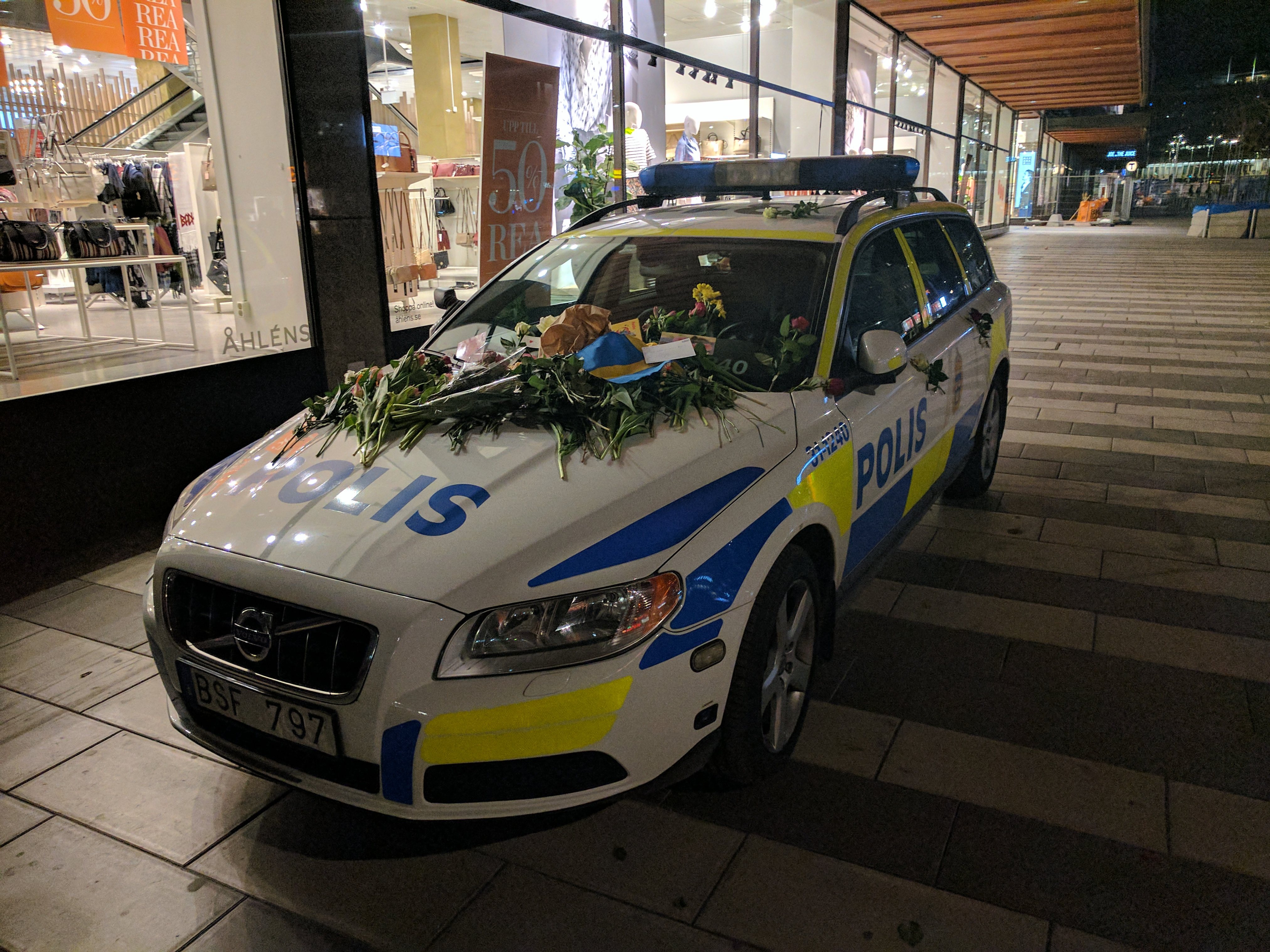
Ofrendas florales colocadas en la parte superior de un auto de policía.

- Sobre las 16:35, el primer ministro del país, Stefan Löfven, expresa su solidaridad y apoyo en su cuenta de Twitter y ha dicho que todo apunta a un «atentado terrorista».[10]  El 9 abril, Löfven dijo que el gobierno busca alterar las leyes migratorias para facilitar la expulsión de aquellos cuyas solicitudes de permanencia en Suecia hayan sido rechazadas.[11]
- El 10 de abril, el principal periódico de Suecia, el Aftonbladet, publicó editorial pidiendo la prohibición de los automotores en Estocolmo, para evitar que sean usados como arma, citando los ejemplos de los ataques terroristas con camiones en Niza, Berlín, Jerusalén, Londres, y ahora Estocolmo.[12]

### Internacionales

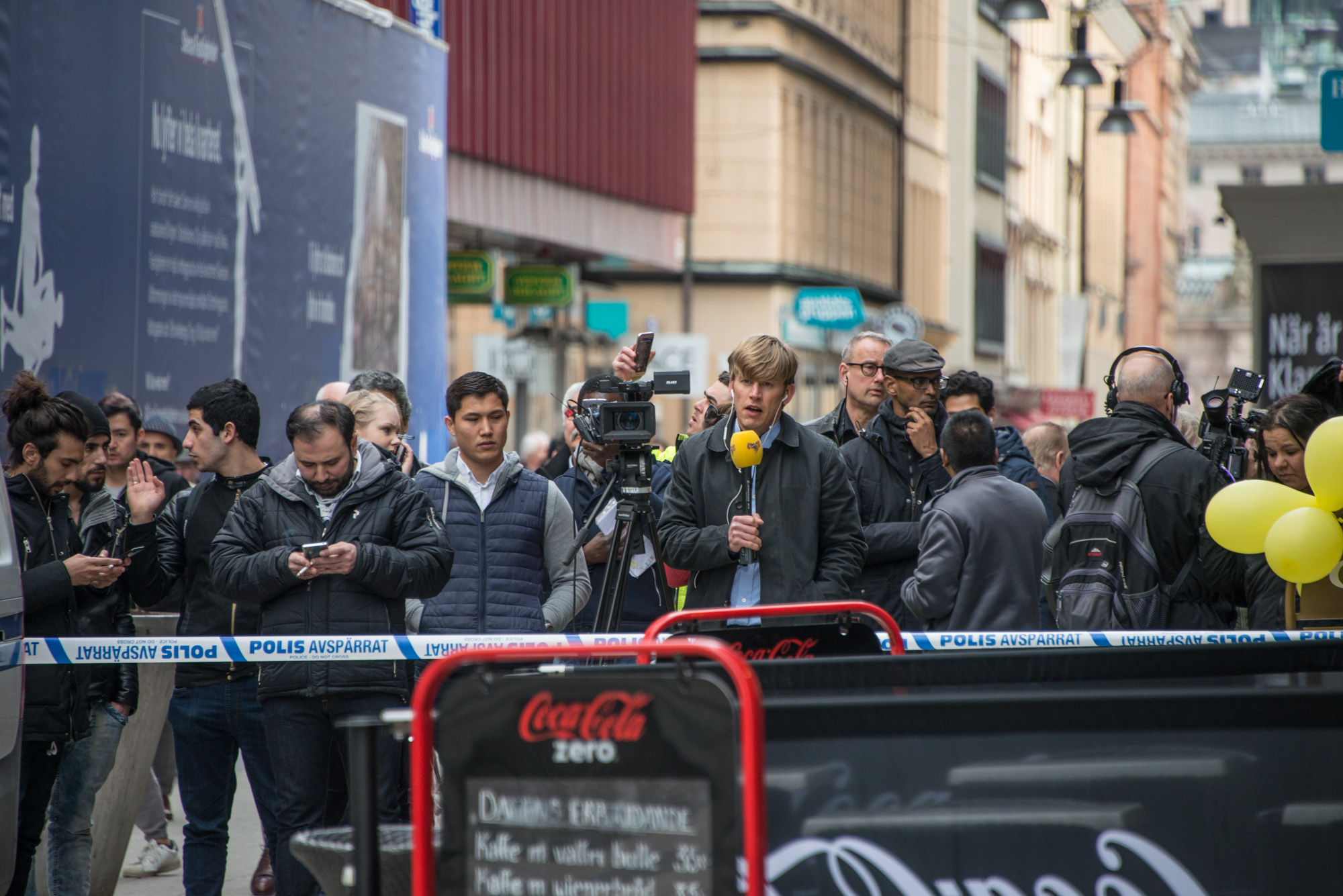
Medios de comunicación en el lugar de la tragedia.

- Unión Europea: El presidente de la Comisión Europea, Jean-Claude Juncker, expresó mediante un tuit su solidaridad con el pueblo sueco.[13] La Comisión Europea, por su parte, expresó en Twitter que un ataque a un estado miembro de la Unión es un ataque a toda ella.[14][15] Donald Tusk, presidente del Consejo Europeo, declaró también en un tuit que sus pensamientos están con las víctimas del ''terrible'' ataque.[16]
- EE. UU. La red social Facebook activó su herramienta Security Check, con la que los usuarios que se encuentren por la zona pueden marcar desde la aplicación que están a salvo.[4]
- América Latina: Los gobiernos latinoamericanos de Argentina, Brasil, Chile, Colombia, México, Paraguay, Perú y Uruguay mandaron un mensaje conjunto condenando el atentado.[17]
- Rusia: El presidente de Rusia, Vladímir Putin, expresó sus condolencias al rey de Suecia, Carlos XVI Gustavo, con motivo del atentado que tuvo lugar en Estocolmo "Reciba mi sentido pésame con motivo de las trágicas consecuencias del ataque terrorista ocurrido en Estocolmo", cita al líder ruso el portal del Kremlin.[18]